# Космический центр имени Сатиша Дхавана
Космический центр имени Сатиша Дхавана (хинди सतीश धवन अंतरिक्ष केंद्) — пусковой центр (космодром) Индийской организации космических исследований (ISRO), расположенный на острове Шрихарикота в Бенгальском заливе на юге штата Андхра-Прадеш.
Первоначально центр назывался Sriharikota High Altitude Range (SHAR), своё современное название он получил в 2002 году, после смерти бывшего главы ISRO Сатиша Дхавана. Несмотря на смену названия, для обозначения космодрома используется старая аббревиатура SHAR.
Первая стартовая площадка космодрома SLV Launch Pad была построена в 1979 году и закрыта в 1994 году. Сейчас имеет две действующие стартовые площадки: First Launch Pad (FLP) (введена в строй в 1993 году) и Second Launch Pad (SLP) (введена в строй в 2005 году).
Запланирована постройка третьей стартовой площадки Third Launch Pad (TLP).
Близость к экватору является одним из его несомненных преимуществ.
Первый орбитальный запуск был осуществлен 10 августа 1979 года ракетой-носителем SLV (завершился аварией), второй запуск — 18 июля 1980 года (успешный).
С площадок Космического центра имени Сатиша Дхавана производились пуски следующих ракет-носителей:
- Rohini[англ.] (геофизическая ракета): с 1971 года;
- SLV: четыре запуска в 1979—1983 годах;
- ASLV: четыре запуска в 1987—1994 годах;
- PSLV: с 1993 года;
- GSLV: с 2001 года.
- SSLV с 2022 года.

## Значимые запуски
- 22 октября 2008 года в 6:52 утра по местному времени (00:52 по Гринвичу) с космодрома был запущен беспилотный аппарат «Чандраян-1» в ходе первой в истории Индии миссии к Луне[2].
- 5 ноября 2013 года состоялся запуск индийской автоматической межпланетной станции «Мангальян», предназначенной для исследования Марса.
- 22 июля 2019 года состоялся запуск индийской лунной миссии «Чандраян-2».
- 14 июля 2023 года состоялся запуск индийской лунной миссии «Чандраян-3».
- 2 сентября 2023 года состоялся запуск индийской солнечной обсерватории Aditya-L1 в точку Лагранжа L1 системы Земля-Солнце.